# Volkswagen Golf Mk1
Assim como seu antecessor, o Fusca, o Volkswagen Golf MK1 provou ser influente.  Em produção ininterrupta desde 1974, o Golf foi um dos primeiros hatchbacks com tração dianteira. Seus concorrentes Morris Mini, Honda N360 e Fiat 128 fizeram pouco sucesso nos Estados Unidos, mas o Rabbit, juntamente com o Honda Civic, iniciaram uma geração de compactos com tração dianteira para o mercado americano.
Existe uma ambiguidade sobre a origem do seu nome. Alguns dizem que vem do esporte de mesmo nome, remetendo a esportividade e requinte, enquanto outros dizem que seu nome deriva de Golf-Strom, que em alemão significa Corrente do Golfo.
Achar um substituto para o Fusca foi o trunfo da Volkswagen. No começo da década de 70, as coisas não iam bem para a companhia. As vendas haviam caído muito, e o Fusca não era mais tão atraente, com seu motor fraco e barulhento, e seu design desatualizado. Isso fez com que outros veículos, que nada mais eram que versões encolhidas dos segmentos maiores, como o Toyota Corolla, começassem a roubar o mercado.
A solução chegou pelas mãos da Auto Union. A Audi, parte integrante desse grupo, tinha experiência em motores refrigerados a água e com tração dianteira, principalmente por causa de seus sedans médios. Isso seria essencial para a nova geração de compactos da Volkswagen, visto que essa configuração oferece economia de peso e de espaço, conferindo potência.  Quando Kurt Lotz assumiu o comando da companhia, em 1969, os estudos para o desenvolvimento do Golf começaram. A tecnologia da Audi foi usada pela primeira vez no Volkswagen Dasher, que foi muito bem recebido. Era apenas uma questão de tempo até que ela euipasse o Golf MK1.

## Modelos
O primeiro Golf (conhecido dentro da VW como Typ 17) começou a ser produzido em 1974. Nos Estados Unidos e no Canadá, ele foi comercializado de 1975 a 1984, sob o nome de Volkswagen Rabbit, e no México, como Volkswagen Caribe. Como previsto, ele contava com um motor transversal refrigerado a água montado num chassis hatchback com tração dianteira. Além disso, sua suspensão, que contava com braços independentes MacPherson na dianteira, era muito bem calibrada, e garantia muita estabilidade e uma direção agressiva, sem comprometer o conforto. O Golf ganhou o prêmio de Carro do Ano, pela revista australiana Wheels Magazine em 1975.
Foram poucas mudanças, até o carro ser substituído pela versão Mark 2, em 1984, na Europa. Porém, o ar-condicionado se tornou um opcional em Agosto de 1975. Havia, também, a possibilidade de instalá-lo em carros já produzidos, junto com a subsituição da bateria por uma de maior capacidade.
A versão GTi, lançada na Europa em 1976 e nos EUA em 1983, foi responsável pela criação do gênero pocket rocket. Muitas outras montadoras seguiram a fórmula, e lançaram versões esportivas dos seus hatchbacks de entrada de mercado. A ideia era bem direta: pegar um carro pequeno, leve e econômico e acrescentar umas boas pitadas de performance, tornando-o esportivo sem perder a praticidade. Essa versão foi um dos primeiros carros a utilizar uma injeção de combustível mecânica, que elevou a potência do motor 1.6 para 108cv. Em 2004, o Golf MK1 GTi foi considerado, pela revista Sports Car International, o terceiro melhor carro da década de 80.
Em 1980, houve um pequeno facelift no modelo. As lanternas aumentaram, ficando mais parecidas com o conceito original de Giugiario; Os para-choques foram revisitados; o painel ganhou instrumentos mais atuais e, nos Estados Unidos, os faróis se tornaram quadrados.

## Golf Cabriolet

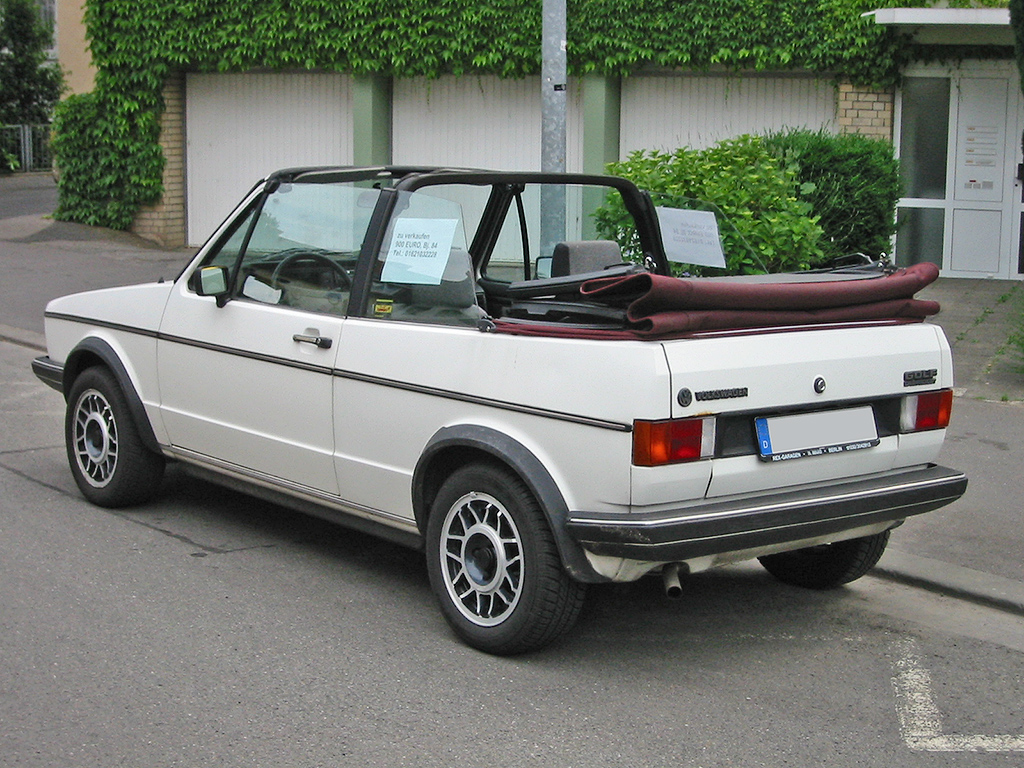
Mark 1 Golf Cabriolet

A versão conversível (Typ 155), chamada de Golf Cabriolet na Europa e no Canadá e de Rabbit Convertible nos Estados Unidos (esse nome foi modificado para "Cabriolet" em 1987) foi vendida de 1980 até 1993. Como o seu sucessor, o Golf MK2, não teve uma versão conversível, esse modelo foi produzido até a chegada do MK3 conversível. Para compensar a capota, algumas alterações foram necessárias, como chassis reforçado, barras de torção, um acabamento requintado, e a manutenção das lanternas pré-facelift. O MK1 Cabriolet era inteiramente construído na fábrica da Karmann. A VW supria a fábrica com motores, suspensões, interiores, mas a instalação era toda feita na outra companhia. O teto era manual ou elétrico, e contava com uma janela traseira.

## Citi Golf (África do Sul)

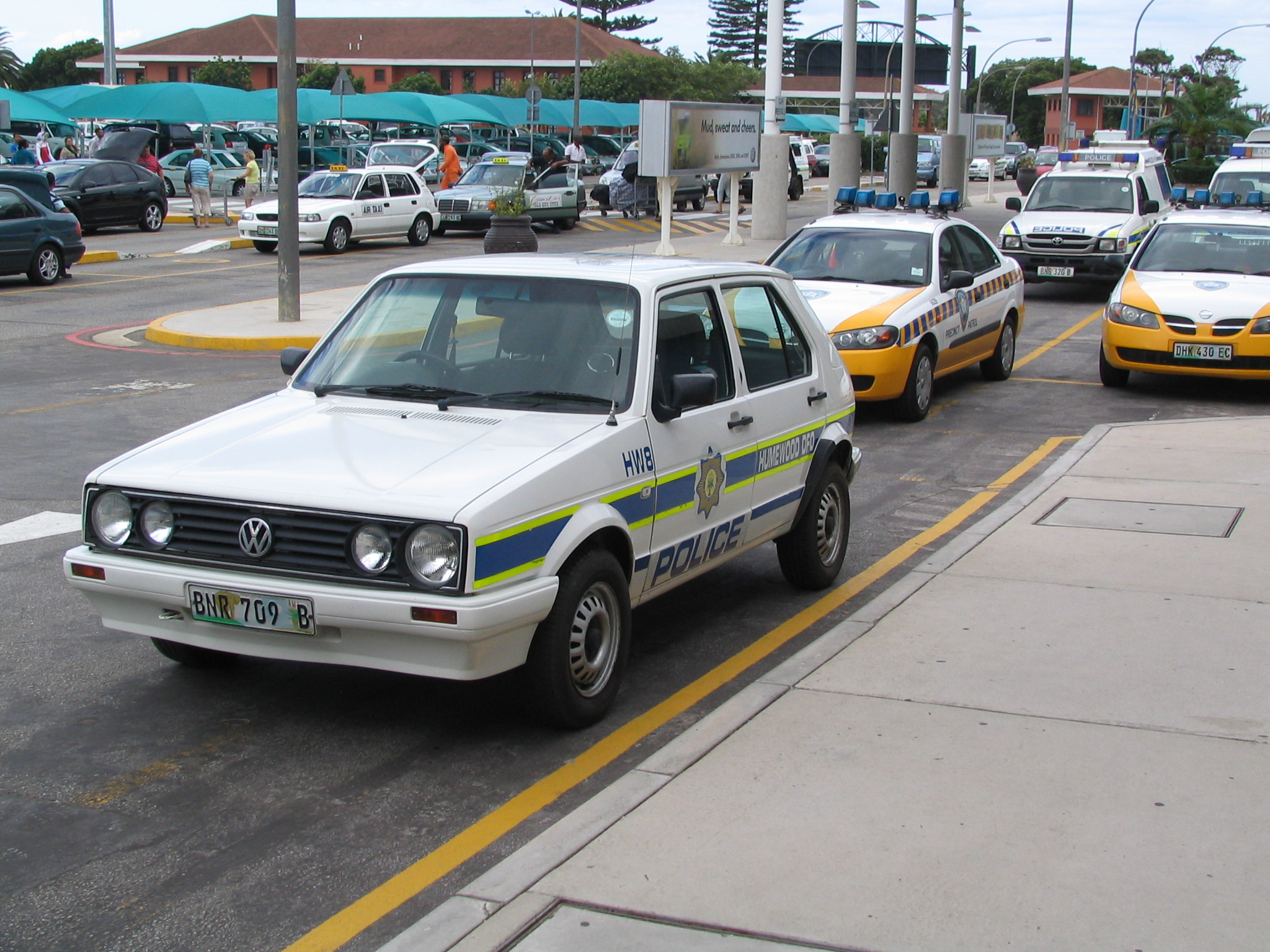
Volkswagen Citi Golf

A Volkswagen da África do Sul ainda produz duas variações do Golf MK1: um hatchback de cinco portas, o Citi Golf e a pickup Volkswagen Caddy.
No dia 22 de setembro de 2006, para comemorar o sucesso do Citi Golf na África do Sul, a Volkswagen lançou uma edição limitada, o Citi R, que vinha equipado com um motor 1.8L de 120 hp, transmissão manual de 5 marchas e detalhes da franquia GTi.
Existiu também a versão LX, que contava com um motor 1.1L que era capaz de produzir mais potência que o 1.3L. Essa versão tinha os frisos do GTi, quatro faróis, spoiler, rodas de liga e bancos Recaro.
O Citi Golf tem uma variada gama de modelos: o modelo de entrada conta com motores 1.4 e 1.6L, das versões Citi Rhytm e Citi.com. O top de linha é o Citi Rox. Com os mesmos motores, ele veio para substituir o Velociti.
Os últimos Citi Golfs produzidos contavam com recursos modernos, como o painel adaptado do Skoda Fabia e alguns pequenos facelifts, como lanternas atualizadas. No dia 02 de Novembro de 2009, o diretor da Volkswagen da África do Sul anunciou "o fim dessa lenda chamada de A1 Golf, ou Citi Golf".
A gama do VW Citi Golf 2009 consiste de quatro modelos:
- CitiRox 1.4i and 1.6i
- CitiSport 1.4i and 1.6i
- TenaCiti 1.4i
- CitiStorm 1.4i

## Estados Unidos

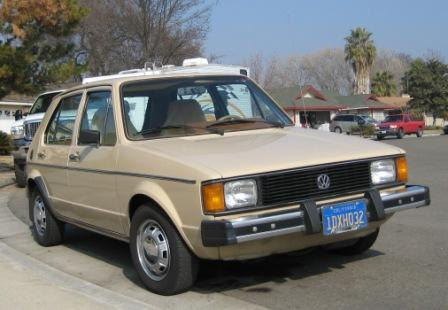
Modelo de 1982

Em 1978, a Volkswagen começou a produzir a versão americana do "Rabbit" MK1, em New Stanton, Pensilvânia, se tornando então a segunda montadora europeia a produzir um carro nos EUA, depois da Rolls-Royce, em 1920. A fábrica se chamava Westmoreland devido ao nome do condado onde a cidade de New Stanton se localiza. James McLernor, que trabalhara na Chevrolet, foi escolhido para cuidar da fábrica, que tinha como intuito baixar o preço do Rabbit ao produzi-lo localmente. Infelizmente, McLernon tentou "americanizar" o Rabbit, amolecendo a suspensão e usando componentes mais baratos no interior. A mudança não agradou ao público e, para o modelo de 1983, as mudanças foram abolidas. A fábrica começou a produzir o GTi para suprir o mercado americano, e a primeira Caddy também foi produzida na fábrica da Pensilvânia.
O Rabbit GTi, a versão americana do Golf de alta performance, apareceu nos EUA e no Canadá em 1983. Montado usando peças feitas no México, Canadá e Alemanha na fábrica de Westmoreland, ele compartilhava o chassis com os outros modelos. As principais diferenças eram as rodas "Snowflake", o estilo anguloso da frente, com os piscas envolventes, que lhe conferiram performance e segurança. SOb o capô, um motor transversal JH 1.8L que oferecia 90 hp, entregues através dum câmbio curto e bem escalonado, tudo isso fazendo entre 25 e 30 mpg.
Quando o Rabbit GTi apareceu no Canadá, ele possuía um motor K-Jetronic 1.6L de 78 hp e um longo câmbio de 5 marchas. Inicialmente, estava disponível nas cores branca, vermelha e preta. Produzidos na Europa, as diferenças deles pro modelo que abastecia o mercado doméstico eram mínimas. Apesar de atraente, em termos funcionais ele não acrescentava nada ao Rabbit da mesma época. Através dum acordo, que permitiu que soldados alemães em treinamento na cidade canadense de Manitoba levassem seus veículos consigo, alguns "verdadeiros" GTis puderam ser vistos rodando por lá. Em pouco tempo, acabou se tornando real a possibilidade de criar um GTi usando peças trazidas pela VW do Canadá, o que acabou sendo feito por muitos entusiastas.

## Reino Unido
As vendas no Reino Unido começaram sem muita expressão, visto que carros locais, como o Austin Allegro, o Vauxhall Viva, o Ford Escort e o Hillman Avenger eram absolutos no mercado desse setor. Mas, no fim da década, as vendas cresceram bastante e, junto com o Datsun Sunny, se provou um carro pequeno capaz de se popularizar por lá. Ele ainda vendia bem quando a produção cessou, nos idos de 1983, quando a popularidade dos carros estrangeiros estava em ascensão.

## Caribe (México) (1977-1987)

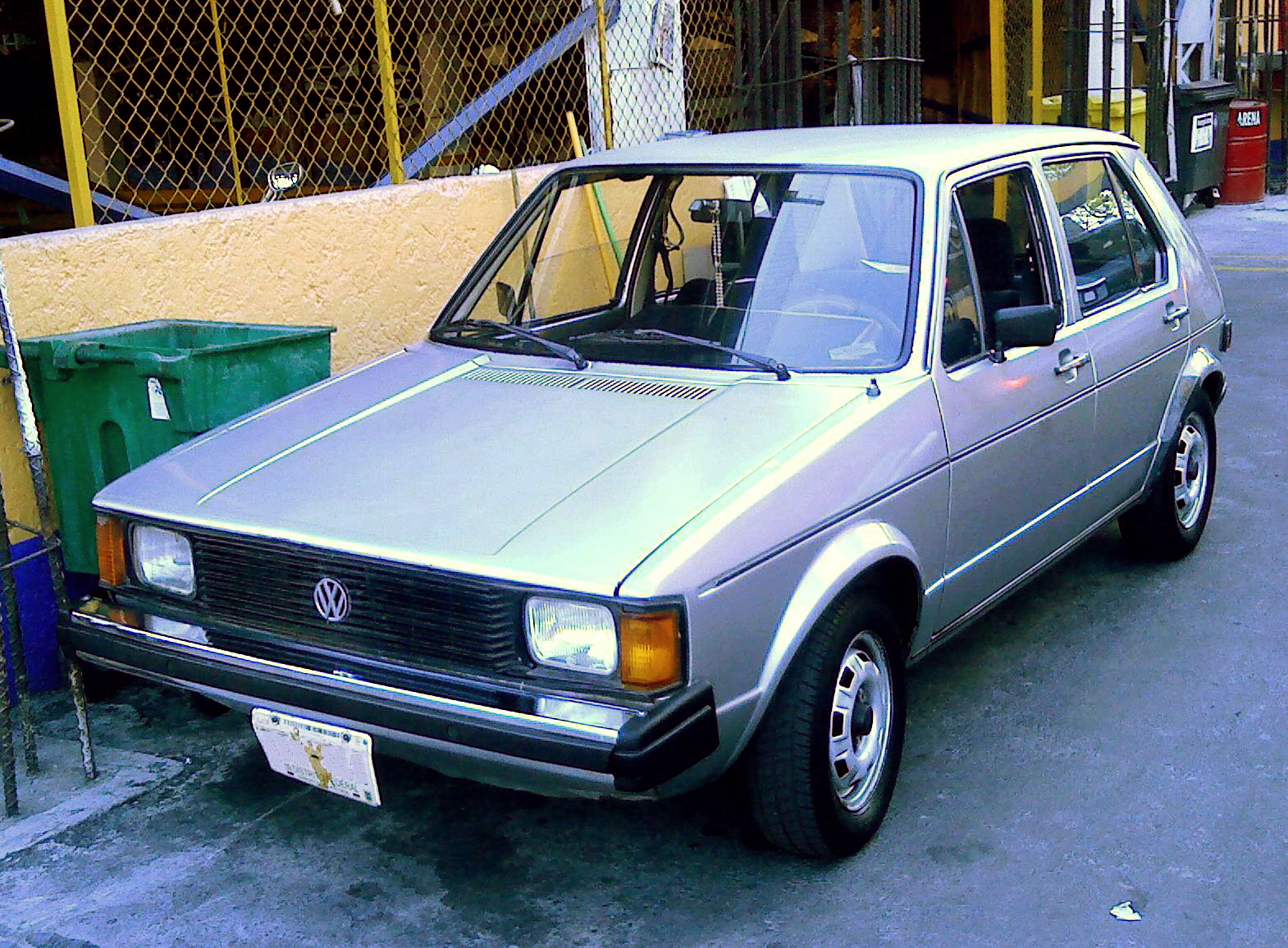
Caribe L 1982

### Anos 1970
O Golf MKI foi introduzido no México como Volkswagen Caribe em Maio de 1977 como um hatchback de 5 portas, motor 1.6l de 66 hp e câmbio manual de 4 marchas, e foi um sucesso instantâneo. O modelo de 1978 também podia ter 3 portas, e teve a gama dividida em Normal e L. Em 1979, foi a vez do GL entrar em linha.

### Anos 1980
Em 1980, o Caribe recebeu os faróis retangulares e novas cores. Em 1981, características do MK1 americano foram adicionadas. Em 1983 e 84, a versão Normal se tornou "C", e a L saiu de linha. As duas versões receberam o painel da versão europeia de 80. Em 1984, também, a versão a diesel foi descontinuada, e o Caribe GT foi lançado. Derivado do Rabbit GTi, ele deu um fôlego as vendas, com seu motor 1.8l de 85 hp carburado.

### Edições Limitadas
Em 1986, a edição limitada Caribe City foi lançada, baseada no Caribe C, mas apenas na cor Pearl Grey. Em 87, novas cores apareceram, juntamente com duas outras edições, o Caribe Plus e o Caribe Pro. O Plus era baseado no GL, e somente na cor Alpine White. O Pro tinha como origem o GT, e contava com as cores Black e Tornado Red. Em março de 1987, o Caribe foi substituído pelo Golf MKII depois de 10 anos de sucesso.

## Curiosidades
O Rabbit americano foi bastante usado por companhias de táxi. A Yellow Cab Company de Lexington, Kentucky, adquiriu 11 Golfs no fim dos anos 70, num esforço para reduzir os gastos com combustível, estimando uma economia de até U$135.000,00 por ano.
No começo dos anos 80, 12 Golfs GLD 5 portas importados da Alemanha foram usados pelas companhias Black&White e Swan em Perth, Western Australia. Apesar de popular entre os motoristas, que gostavam da sua dirigibilidade e economia, os clientes algumas vezes recusavam a andar na "marmita", como ele foi apelidado.
O Volkswagen Golf MK1 aparece no videogame Midnight Club: Los Angeles como um dos três veículos iniciantes.